# ¡Noticia bomba!
¡Noticia bomba! (título original en inglés, Scoop) es una novela del escritor británico Evelyn Waugh, publicada en 1938, una sátira del periodismo sensacionalista y los corresponsales en el extranjero. 

## Trama
William Boot, un joven que vive en una noble pobreza lejos de las iniquidades de Londres, aporta notas sobre naturaleza en el Daily Beast de Lord Copper, un periódico nacional. Lo presionan para que se convierta en corresponsal en el extranjero cuando los editores lo confunden con un novelista que lleva su mismo apellido, John Courtney Boot.  Lo envían al estado africano ficticio de Ishmaelia donde una guerra civil amenaza con estallar. Allí, a pesar de su absoluta ineptitud, accidentalmente logra la "noticia bomba" del título. Cuando regresa, sin embargo, se le reconoce el mérito a otro Boot, y se le deja que regrese a sus bucólicas actividades, para gran alivio suyo.

## Antecedentes
La novela en parte se basa en las propias experiencias de trabajando para el Daily Mail, cuando lo enviaron a cubrir la esperada invasión de Abisinia por parte de Benito Mussolini, que más tarde se conoció con el nombre de segunda guerra ítalo-etíope. Cuando obtuvo su propia noticia bomba sobre la invasión telegrafió la historia en latín por secreto, pero ellos la descartaron. Waugh escribió sobre sus viajes de una manera más basada en los hechos en Waugh in Abyssinia ("Waugh en Abisinia", 1936), que complementa Scoop.
Se dice que Lord Copper, el magnate periodístico, se basa en una amalgama de Alfred Harmsworth (Lord Northcliffe) y Lord Beaverbrook: un personaje tan intimidante que su obsequioso editor extranjero, el señor Salter, nunca puede discrepar abiertamente de ninguna afirmación que haga, contestando "Definitivamente, Lord Copper" y "Hasta cierto punto, Lord Copper" en lugar de "sí" o "no". La idea de Lord Copper de lo más bajo de sus empleados es un crítico literario. El historiador A.J.P. Taylor, sin embargo, escribe: "Cuento con la autoridad de Evelyn Waugh al afirmar que Lord Beaverbrook no era el original de Lord Copper." Bill Deedes pensó que el retrato de Copper mostraba los delirios de grandeza tanto de Harold Harmsworth, primer vizconde Rothermere, como de Beaverbrook e incluyó "el fantasma del hermano mayor de Rothermere, Lord Northcliffe. Antes de morir trágicamente, enloquecido y atendido por enfermeras, Northcliffe ya mostraba algunas de las excentricidades de Copper: su megalomanía, su costumbre de dar órdenes ridículas a los subordinados".
Es una creencia generalizada que Waugh basó a su desafortunado protagonista, William Boot, en Bill Deedes, un joven reportero que llegó a Adís Abeba con 22 años y "un cuarto de tonelada de equipaje". En sus memorias At War with Waugh ("En guerra con Waugh"), Deedes escribió que: "Waugh como la mayor parte de los novelistas se basó en más de una persona para sus personajes. Tomó de mí el exceso de equipaje, y quizá mi ingenuidad...". También llamó la atención sobre el hecho de que Waugh era reacio a reconocer auténticos modelos de la vida real, de manera que con el retrato de un joven gobernante en Merienda de negros (Black Mischief), "Waugh insistió, como usualmente hacía, en que su retrato de Seth, emperador de Azania, no se basaba en ninguna persona real como Haile Selassie." Según Peter Stothard, un modelo más directo para Boot pudo haber sido William Beach Thomas, "un columnista rural de cierto éxito y caballero literario que se convirtió en un calamitoso corresponsal de guerra para el Daily Mail".
La novela está llena opuestos idénticos: Lord Copper del Daily Beast, Lord Zinc del Daily Brute (el Daily Mail y el Daily Express); los CumReds y los White Shirts, parodias de comunistas (camaradas) y camisas negras (fascistas), etc.
Otros modelos de la vida real para los personajes (de nuevo, según Deedes): "Jakes se basa en  John Gunther del Chicago Daily News - Salvo en [una] cosa, se ve a Jakes escribiendo "El arzobispo de Canterbury quien, bien se sabe, está detrás de Imperial Chemicals... El auténtico Gunther." La figura más reconocible de Fleet Street es Sir Jocelyn Hitchcock, retrato de Waugh de Sir Percival Phillips, trabajando entonces para el Daily Telegraph.
"Con ppies ligeros como plumas a través del cenagoso pantano pasa la exploradora rata de campo", una línea de las columnas rurales de Boot, se ha convertido en un ejemplo cómico famoso de estilo prosístico rimbombante. Inspiró el nombre de la revista medioambientalista Vole, que originalmente se tituló The Questing Vole ("La exploradora rata de campo").
Uno de los puntos de la novela es que incluso si pasan pocas cosas noticiables, el mundo de los medios que cae sobre un lugar requiere que pase algo para satisfacer a sus editores y propietarios, de manera que crearán noticias.

## Recepción
Christopher Hitchens, presentando la edición del año 2000 de Penguin Classics de esta novela dijo que "en las páginas de Noticia bomba encontramos a Waugh en el punto álgido de su perfecto tono; joven y flexible y ligero como una pluma", y señaló: "Las maneras y "costumbres" de la prensa, son el motivo recurrente del libro y la principal razón de su perdurable magia... este mundo de insensibilidad y vulgaridad e ignorancia... ¡Noticia bomba! perdura porque es una novela de despiadado realismo; el espejo de la sátira alzado para captar el Caliban del cuerpo de prensa, como ninguna otra narración ha hecho salvo The Front Page de Ben Hecht y Charles MacArthur ."
¡Noticia bomba! fue incluida en la lista del Observer de las 100 mejores novelas de todos los tiempos. En 1998, la Modern Library puso a ¡Noticia bomba! en el puesto n.º 75 de su lista de las cien mejores novelas del siglo XX.

### Adaptaciones
¡Noticia bomba! fue convertida en serial de la BBC en el año 1972 y una película británica para televisión en 1987 protagonizada por Michael Maloney y Denholm Elliott. William Boyd hizo el guion adaptado de la novela y dirigió Gavin Millar. Se retransmitió el 26 de abril de 1987.
El periódico ficticio en ¡Noticia bomba! sirvió de inspiración al título de la fuente de noticias en línea de Tina Brown, The Daily Beast.
En 2009 la novela fue serializada y retransmitida por BBC Radio 4.